# Fjodor III., ruski car
Fjodor III. Aleksejevič (9. lipnja 1661. – 7. svibnja 1682.), ruski car iz dinastije Romanov od 1676. godine.

## Car
Fjodor III. je bio najstariji sin cara Alekseja I. koji ga je uspio nadživjeti. U trenutku očeve smrti 26. siječnja 1576. godine kada postaje car on je imao manje od 15 godina. Od trenutka svoga rođenja novi car je bio djelomično paraliziran, tako da se njegovo djetinjstvo razlikovalo od svih ostalih careva ove dinastije. Kako se nije mogao baviti tipičnim prinčevskim zabavama, on gotovo sve svoje vrijeme provodi u sticanju novih znanja tako da već prije stupanja na prijestolje govori osim materinjeg poljski i latinski jezik. 
Kako ga je urođena bolest prikovala cijeli život za krevet, on tu negativnost nadoknađuje velikom psihičkom snagom koju nisu imali niti otac niti djed, tako da ovo kratko carevanje prolazi bez jakih dvorjana koji upravljaju državom. Glavni doprinos Fjodora III. budućem razvoju Rusije je ukidanje nasljeđivanja položaja u državi po pitanju krvi i uvođenja sistema njihovog dobivanja po principu sposobnosti. Kako bi ta njegova odluka postala neopoziva, on uređuje javno spaliti matične knjige plemstva. 
U skladu s teorijom važnosti sposobnosti za uspjeh države, on također osniva 1682. godine u Moskvi prvi ruski fakultet kojemu daje ime Slavensko-Grčko-Latinska akademija. 
Tijekom cijelog života Fjodor je znao da mu život zbog zdravstvenih problema neće dugo trajati kao i činjenicu o nastanku potencijalnih nereda ako iza njega ne ostane dijete. Njegova prva žena 1680 umire pri porodu ( zajedno s djetetom ) u srpnju 1681. godine. Bez obzira na nužnost žalovanja za ženom on se odlučuje na ubrzanu drugu ženidbu zbog općeg slabljenja svog zdravstvenog stanja. Iako je s drugom ženom proveo određeno vrijeme u braku on ga više nije mogao konzumirati tako da mu je u trenutku smrti 7. svibnja 1682. žena bila djevica.
Njegova smrt kao što se i plašio, rezultirala je neredima i narušavanjem reda nasljeđivanja krune u borbi između njegove braće Ivana V. i Petra Velikog. 

## Ostavština
Odrastajući u prosvijeljenom okruženju Fjodor je uvidio nužnost približavanja zaostale Rusije Europi. Koliko god te promjene bile nužne, boljari i crkva su im se protivili. To protivljenje nikada nije prešlo u pobunu što postaje dokaz njegove sposobnosti. Te prvobitne reforme će nastaviti njegova sestra i Petar Veliki koji će ga uzeti za uzor požrtvovanosti. 
Teško dostižan rekord ove kratke vladavine je činjenica kako je on bio jedini ruski punoljetni car u razdoblju dužem od dva stoljeća ( između 1598. i 1801. godine ) koji je taj položaj držao "božjom", a ne ničijom drugom milošću. Svi ostali carevi su do krune došli državnim udarma ili su morali bježati iz Moskve pred "voljenim" narodom. Njegov brat Petar Veliki je kao i Katarina Velika došao na vlast dvorskim pučem. Fjodorov otac je morao bježati iz Moskve pred pobunjenicima, a djed su mu boljari izabrali za cara. 
| Prethodnik: | ruski car | Nasljednik:  |
| Aleksej I.  | ruski car | Petar Veliki |